# ممفیس (فیلم)
«ممفیس(فیلم)» (انگلیسی: Memphis (film)) فیلمی در ژانر موزیکال است که در سال ۲۰۱۳ منتشر شد.